# メーチェム郡
座標: 北緯18度29分56秒 東経98度21分43秒 / 北緯18.49889度 東経98.36194度
メーチェム郡（メーチェムぐん）はタイ北部・チエンマイ県にある郡（アムプー）である。

## 名称
メーチェムとは「チェム川」と言う意味である。チェム川は郡内を流れる川のことで、チェムとは「明るい」を意味する。

## 歴史
メーチェム郡は最初ムアンチェム郡の名前で1908年、チョームトーン郡から、タムボン・メータップ、タムボン・ターパー、タムボン・チャーンクン、タムボン・メースックが分離して成立した。1917年郡庁がチャーンクンにあったことから、郡の名称はチャーンクン郡と改称された。1938年、郡は分郡（キンアムプー）へと降格され、チョームトーン郡の管轄下におかれた。1939年にはメーチェム分郡という名前に改称。1956年、再び郡へと昇格した。

## 地理
郡はチェム川の形成した盆地にある。チェム川はその中央を南北に通り、東西に高い山岳地帯を形成しており、郡のほとんどは森林で覆われている。郡内の最高峰はタイ国内最高峰でもあるドーイ・インタノン（インタノン山）であり、海抜2,565mである。一方、郡内の最低地は海抜、282mとなっている。またドーイ・インタノンを中心とする地域はドーイ・インタノン国立公園に指定されている。
交通は国道1009号線が東に延びており、チョームトーン方面と、国道1088号線が南に延びており、ホート方面と、国道1263号線が西に延びており、クンユワム方面と通じている。

## 経済
郡内の主な産業は農業である。主な農業生産品に、飼料用トウモロコシ、ダイズ、キャベツ、アカワケギ、ニンジン、ジャガイモなどが生産されている。

## 行政区分
郡は10のタムボンに分かれ、さらにその下位に131の村（ムーバーン）がある。自治体（テーサバーン）があり以下のようになっている。
- テーサバーンタムボン・メーチェム・・・タムボン・チャーンクンの一部

また、郡内には10のタムボン行政体（オンカーンボーリハーンスワンタムボン）がある。
1. タムボン・チャーンクン・・・ตำบลช่างเคิ่ง
2. タムボン・ターパー・・・ตำบลท่าผา
3. タムボン・バーンタップ・・・ตำบลบ้านทับ
4. タムボン・メースック・・・ตำบลแม่ศึก
5. タムボン・メーナーチョーン・・・ตำบลแม่นาจร
6. タムボン・バーンチャン・・・ตำบลบ้านจันทร์
7. タムボン・パーンヒンフォン・・・ตำบลปางหินฝน
8. タムボン・コーンケーク・・・ตำบลกองแขก
9. タムボン・メーデート・・・ตำบลแม่แดด
10. タムボン・チェムルワン・・・ตำบลแจ่มหลวง